# فرهاد سال‌افزون
فرهاد سال افزون (زاده ۱۵ آذر ۱۳۷۱) بازیکن والیبال ایرانی اهل کرمانشاه است. فرهاد سال افزون، مطرح‌ترین بازیکن تیم نوجوانان ایران بود و کاپیتان تیم ملی جوانان در رقابت‌های قهرمانی جهان در یوتای هند را بر عهده داشت. وی در مسابقات والیبال قهرمانی زیر ۱۹ سال پسران جهان در سال ۲۰۰۷ در مکزیک به همراه تیم ملی والیبال نوجوانان ایران به مقام قهرمانی جهان رسید و نخستین مدال طلای ورزش ایران در رشته‌های تیمی در دنیا را کسب کرد.

## افتخارات
- نایب قهرمانی والیبال قهرمانی آسیا ۲۰۱۵
- دو دوره قهرمانی نوجوانان آسیا
- قهرمانی نوجوانان جهان
- نایب قهرمانی نوجوانان جهان
- نایب قهرمانی جوانان آسیا